# Selección de fútbol sub-20 de Ghana
La selección de fútbol sub-20 de Ghana es el equipo que representa al país en la Copa Mundial de Fútbol Sub-20 y en el Campeonato Juvenil Africano; y es controlada por la Asociación de Fútbol de Ghana.
Es la primera selección de África en ganar el título de la categoría, el cual ganaron en Egipto 2009 luego de vencer a Brasil en la final 4-3 en penales luego de igualar 0-0 en el tiempo regular. Anteriormente habían alcanzado la final en Australia 1993, la cual perdieron ante Brasil 1-2 en Sídney y en Argentina 2001, perdiendo ante el anfitrión 0-3 en Buenos Aires.

## Palmarés
- Copa Mundial de Fútbol Sub-20 :
  -  Campeón (1): 2009.
  -  Subcampeón (2): 1993, 2001.
  -  Tercero (1): 2013.

- Copa Africana de Naciones Sub-20 :
  -  Campeón (4): 1993, 1999, 2009, 2021.
  -  Subcampeón (2): 2001, 2013.
  -  Tercero (2): 1991, 2015.

- Campeonato Sub-20 de la WAFU: 1

2008

## Estadísticas

### Mundial Sub-20
| Año   | Ronda              | J                  | G                  | E1                 | P                  | GF                 | GC                 | GD                 |
| ----- | ------------------ | ------------------ | ------------------ | ------------------ | ------------------ | ------------------ | ------------------ | ------------------ |
| 1977  | No participó       | No participó       | No participó       | No participó       | No participó       | No participó       | No participó       | No participó       |
| 1979  | No participó       | No participó       | No participó       | No participó       | No participó       | No participó       | No participó       | No participó       |
| 1981  | No participó       | No participó       | No participó       | No participó       | No participó       | No participó       | No participó       | No participó       |
| 1983  | Abandonó el torneo | Abandonó el torneo | Abandonó el torneo | Abandonó el torneo | Abandonó el torneo | Abandonó el torneo | Abandonó el torneo | Abandonó el torneo |
| 1985  | No clasificó       | No clasificó       | No clasificó       | No clasificó       | No clasificó       | No clasificó       | No clasificó       | No clasificó       |
| 1987  | Descalificado      | Descalificado      | Descalificado      | Descalificado      | Descalificado      | Descalificado      | Descalificado      | Descalificado      |
| 1989  | No clasificó       | No clasificó       | No clasificó       | No clasificó       | No clasificó       | No clasificó       | No clasificó       | No clasificó       |
| 1991  | No clasificó       | No clasificó       | No clasificó       | No clasificó       | No clasificó       | No clasificó       | No clasificó       | No clasificó       |
| 1993  | Subcampeón         | 6                  | 3                  | 2                  | 1                  | 11                 | 6                  | +5                 |
| 1995  | No clasificó       | No clasificó       | No clasificó       | No clasificó       | No clasificó       | No clasificó       | No clasificó       | No clasificó       |
| 1997  | Cuarto lugar       | 7                  | 4                  | 1                  | 2                  | 12                 | 8                  | +4                 |
| 1999  | Cuartos de final   | 5                  | 3                  | 2                  | 0                  | 8                  | 2                  | +6                 |
| 2001  | Subcampeón         | 7                  | 5                  | 1                  | 1                  | 8                  | 5                  | +3                 |
| 2003  | No clasificó       | No clasificó       | No clasificó       | No clasificó       | No clasificó       | No clasificó       | No clasificó       | No clasificó       |
| 2005  | No clasificó       | No clasificó       | No clasificó       | No clasificó       | No clasificó       | No clasificó       | No clasificó       | No clasificó       |
| 2007  | No clasificó       | No clasificó       | No clasificó       | No clasificó       | No clasificó       | No clasificó       | No clasificó       | No clasificó       |
| 2009  | Campeón            | 7                  | 5                  | 2                  | 0                  | 16                 | 8                  | +8                 |
| 2011  | No clasificó       | No clasificó       | No clasificó       | No clasificó       | No clasificó       | No clasificó       | No clasificó       | No clasificó       |
| 2013  | Tercer lugar       | 7                  | 4                  | 0                  | 3                  | 16                 | 12                 | +4                 |
| 2015  | Octavos de final   | 4                  | 2                  | 1                  | 1                  | 5                  | 6                  | -1                 |
| 2017  | No clasificó       | No clasificó       | No clasificó       | No clasificó       | No clasificó       | No clasificó       | No clasificó       | No clasificó       |
| 2019  | No clasificó       | No clasificó       | No clasificó       | No clasificó       | No clasificó       | No clasificó       | No clasificó       | No clasificó       |
| 2023  | No clasificó       | No clasificó       | No clasificó       | No clasificó       | No clasificó       | No clasificó       | No clasificó       | No clasificó       |
| 2025  | No clasificó       | No clasificó       | No clasificó       | No clasificó       | No clasificó       | No clasificó       | No clasificó       | No clasificó       |
| Total | 7/23               | 43                 | 26                 | 9                  | 8                  | 76                 | 47                 | +29                |

1- Los empates incluyen los partidos que se definieron por penales.

## Jugadores

### Premios individuales
| Torneo | Balón           | Nombre           |
| ------ | --------------- | ---------------- |
| 2009   | Balón de Oro    | Dominic Adiyiah  |
| 2013   | Balón de Bronce | Clifford Aboagye |

| Torneo | Botín de Oro      |
| ------ | ----------------- |
| 2009   | Dominic Adiyiah   |
| 2013   | Ebenezer Assifuah |

### Jugadores destacados
| - Dominic Adiyiah (2009) - Nii Lamptey (1993) - André Ayew (2009) - Daniel Addo (1993) - Samuel Kuffour (1993) - Augustine Ahinful (1993) - Charles Akonnor (1993) - Emmanuel Duah (1993) - Isaac Asare (1993) - Mohammed Gargo (1993) | - Christian Gyan (1997) - Awudu Issaka (1997) - Kofi Amponsah (1997) - Stephen Appiah (1997, 1999) - Peter Ofori Quaye (1997, 1999) - Patrick Allotey (1997) - Baffour Gyan (1999) - Laryea Kingston (1999) - George Blay (1999) - Owusu Afriyie (1999) | - Michael Essien (2001) - Sulley Muntari (2001) - Anthony Obodai (2001) - John Mensah (2001) - John Paintsil (2001) - Derek Boateng (2001) - Emmanuel Pappoe (2001) - Razak Pimpong (2001) - George Owu (2001) |